# Большая Рукавицкая
Большая Рукавицкая — деревня в Кадуйском районе Вологодской области.
Входит в состав сельского поселения Семизерье (до 2015 года входила в Рукавицкое сельское поселение), с точки зрения административно-территориального деления — в Чупринский сельсовет.
Расстояние по автодороге до районного центра Кадуя — 3 км, до центра муниципального образования деревни Малая Рукавицкая — 1 км. Ближайшие населённые пункты — Волоцкая, Малая Рукавицкая, Кадуй.
По переписи 2002 года население — 24 человека (7 мужчин, 17 женщин). Всё население — русские.